# Илюхин, Владимир Иванович
Влади́мир Ива́нович Илю́хин (род. 25 июня 1961, с. Новониколаевка, Бейский район, Хакасская АО, Красноярский край, РСФСР, СССР) — российский государственный деятель. Губернатор Камчатского края (2011—2020).

## Биография
Родился 25 июня 1961 года в селе Новониколаевка Бейского района Красноярского края.

### Образование и армия
Получил средне-специальное образование по специальности «гидротехник».
В 1980—1983 годах проходил срочную службу в Вооруженных силах СССР.
В 1989 году окончил Хабаровский институт народного хозяйства.
В 2000 году окончил Дальневосточную академию государственной службы.
В 2003 году в Дальневосточной академии государственной службы защитил диссертацию на соискание учёной степени кандидата экономических наук на тему «Формирование инструментария государственной поддержки малых предприятий рыбной промышленности (на примере Камчатской области)».

### Трудовая деятельность
1983—1984 — инструктор отдела, начальник штаба ударной комсомольской стройки Петропавловского горкома ВЛКСМ.
1984—1986 — начальник штаба ударной комсомольской стройки Камчатского обкома ВЛКСМ Камчатской области.
1986—1988 — заведующий отделом обкома ВЛКСМ Камчатской области.
1988—1991 — заведующий отделом, заместитель директора Регионального центра НТТМ Камчатской области.
1991—1994 — генеральный директор ЗАО «Мечта».
1994—1999 — исполнительный директор «Камчатского союза предпринимателей».
1999—2000 — директор государственного унитарного предприятия «Камчатский выставочный центр».
2000—2001 — начальник управления промышленности, предпринимательства, энергетики и минерально-сырьевых ресурсов администрации Камчатской области.
2001—2002 — федеральный инспектор управления по работе с органами власти субъектов и органами местного самоуправления аппарата полномочного представителя Президента Российской Федерации в Дальневосточном федеральном округе.
2002—2004 — главный федеральный инспектор управления по работе с органами власти субъектов и органами местного самоуправления аппарата полномочного представителя Президента Российской Федерации в Дальневосточном федеральном округе (п.г.т. Палана Корякского автономного округа).
2004—2007 — главный федеральный инспектор аппарата полномочного представителя Президента Российской Федерации в Дальневосточном федеральном округе (п.г.т. Палана Корякского автономного округа).
2007—2008 — главный федеральный инспектор аппарата полномочного представителя Президента Российской Федерации в Дальневосточном федеральном округе (г. Хабаровск).
2008—2009 — главный федеральный инспектор аппарата полномочного представителя Президента Российской Федерации в Дальневосточном федеральном округе (г. Якутск).

2009—2011 — главный федеральный инспектор аппарата полномочного представителя Президента Российской Федерации в Дальневосточном федеральном округе (г. Петропавловск-Камчатский).

#### Губернатор Камчатского края
25 февраля 2011 года назначен временно исполняющим обязанности губернатора Камчатского края вместо отправленного в отставку Алексея Кузьмицкого.
3 марта 2011 года наделён полномочиями губернатора и приведён к присяге..
С 5 июля 2011 по 4 января 2012 и с 22 ноября 2016 по 26 мая 2017 — член президиума Государственного совета Российской Федерации.
13 мая 2015 года подал прошение об отставке с поста губернатора Камчатского края. Назначен временно исполняющим обязанности губернатора до проведения новых выборов.
13 сентября 2015 года переизбран на новый срок, получив 75,48 % голосов избирателей.
22 сентября 2015 года вступил в должность губернатора Камчатского края.
В 2018 г. федеральный бюджет направил на Камчатку дотаций в размере 135 000 р. на душу населения.
1 апреля 2020 года главный санитарный врач России Анна Попова, комментируя ситуацию с распространением коронавирусной инфекции COVID-19  заявила, что «Камчатский край при наличии шести приборов тестирования и возможности проводить 600 исследований в сутки не произвёл и не запросил у Роспотребнадзора ни одну тест-систему».
3 апреля 2020 года Владимир Илюхин подал заявление об отставке по собственному желанию.  После отставки покинул Камчатку, в настоящее время живет в Калининграде.
Входит в состав Морской коллегии при Правительстве Российской Федерации.

## Классный чин
- Действительный государственный советник РФ 3 класса.

## Награды
- Медаль ордена «За заслуги перед Отечеством» II степени (25 сентября 2007) — за достигнутые трудовые успехи и многолетнюю добросовестную работу[15]
- Орден Преподобного Серафима Саровского II степени Русской православной церкви
- наградное оружие - именной 9-мм пистолет ПМ (31 октября 2013) от ФССП РФ[16]

## Собственность и доходы
С личным доходом за 2011 год в размере 49,5 млн рублей В. И. Илюхин занимал четвёртую строчку в рейтинге доходов руководителей российских регионов.

## Семья
Женат. Супруга Валерия — на пенсии. Сын Владимир.